# Samsung Galaxy Mega
Samsung Galaxy Mega è un telefono cellulare di tipo phablet della casa produttrice di telefonia mobile coreana Samsung. È chiamato Mega proprio per le dimensioni particolarmente ampie dello schermo, infatti esso è di 6,3 pollici. È stato presentato il 18 novembre 2013.